# Ayr (Dakota del Norte)
Ayr es una ciudad ubicada en el condado de Cass en el estado estadounidense de Dakota del Norte. En el censo de 2010 tenía una población de 17 habitantes y una densidad poblacional de 78,14 personas por km².

## Geografía
Ayr se encuentra ubicada en las coordenadas 47°2′28″N 97°29′28″O / 47.04111, -97.49111. Según la Oficina del Censo de los Estados Unidos, Ayr tiene una superficie total de 0.22 km², de la cual 0.22 km² corresponden a tierra firme y (0%) 0 km² es agua.

## Demografía
Según el censo de 2010, había 17 personas residiendo en Ayr. La densidad de población era de 78,14 hab./km². De los 17 habitantes, Ayr estaba compuesto por el 100% blancos, el 0% eran afroamericanos, el 0% eran amerindios, el 0% eran asiáticos, el 0% eran isleños del Pacífico, el 0% eran de otras razas y el 0% pertenecían a dos o más razas. Del total de la población el 0% eran hispanos o latinos de cualquier raza.